# Ophiohamus
Ophiohamus is een geslacht van slangsterren uit de familie Ophiacanthidae.

## Soorten
- Ophiohamus georgemartini O'Hara & Harding, 2015
- Ophiohamus nanus O'Hara & Stöhr, 2006